# Hugo Robus
Hugo Robus (* 1885 in Cleveland, Ohio; † 14. Januar 1964 in Ramapo, New York) war ein US-amerikanischer Maler und Bildhauer, bekannt für seine fließenden, kurvilinearen Skulpturen, die den menschlichen Körper in abstrahierter Form darstellen.

## Leben
Hugo Robus begann seine künstlerische Ausbildung an der Cleveland School of Art, wo er parallel Schmuck, Tafelgeschirr und Elfenbeinobjekte herstellte. Anschließend studierte er an der National Academy of Design unter Emil Carlsen (1853–1932) sowie bei Antoine Bourdelle (1861–1929) in Paris. Von 1912 bis 1914 setzte er seine Studien an der Académie de la Grande Chaumière in Paris fort. Während seines Aufenthalts in Paris besuchte er 1912 die Ausstellung der Futuristen in der Galerie Bernheim-Jeune, was ihn nachhaltig beeinflusste. Seine frühen Werke zeigten daraufhin Einflüsse von Kubismus, Futurismus und Synchromismus.
1914 kehrte Hugo Robus in die Vereinigten Staaten zurück und unterrichtete zunächst Malerei an der Modern Art School in New York. Nach dem Ausscheiden aus der Schule 1918 wandte er sich zunächst kurzzeitig wieder der Malerei zu, konzentrierte sich ab 1920 jedoch fast ausschließlich auf die Bildhauerei. Er arbeitete meist zurückgezogen und finanzierte seinen Lebensunterhalt durch den Verkauf kunsthandwerklicher Objekte. Seine plastischen Werke fertigte er vor allem in Gips, Silber und Bronze an. Einen besonderen Einfluss auf sein bildhauerisches Werk hatte sein Lehrer Bourdelle, insbesondere dessen Basreliefs für das Théâtre des Champs-Elysées. Die Skulpturen Robus’ aus den 1920er- und 1930er-Jahren zeichnen sich durch geschwungene, geschlossene Linienführung und fließende Formen aus.
Ein zentrales Werk aus dieser Zeit ist die Bronzeskulptur Girl Washing Her Hair (1933), die sich heute in der Sammlung des Metropolitan Museum of Art in New York befindet. Charakteristisch für Robus’ Werk sind die ausdrucksstarken, stilisierten Gesichter seiner Figuren, die von japanischen Nō-Masken inspiriert sind. Diese begegneten ihm erstmals 1926 in einer Aufführung von Eugene O’Neills The Great God Brown durch die Provincetown Players. Robus konzentrierte sich vor allem auf weibliche Masken, deren Ausdruck er für die Mimik seiner Skulpturen nutzte. Erst in den 1930er Jahren begann Hugo Robus, seine Werke öffentlich auszustellen. Er wurde unter anderem vom Metropolitan Museum of Art in New York (1942) und von der Pennsylvania Academy of the Fine Arts in Philadelphia (1950, 1953) ausgezeichnet. Nach zahlreichen Gruppenausstellungen in Museen im ganzen Land erhielt er 1958 seine erste große Einzelausstellung in einem Museum, in der Corcoran Gallery of Art. 1963 zeigte die Forum Gallery seine erste Einzelausstellung in einer Galerie. Nach seinem Tod 1964 organisierte die Smithsonian Institution eine Wanderausstellung seiner Werke.

## Werk
Ursprünglich als Maler tätig, wandte sich Hugo Robus in den 1920er Jahren der Bildhauerei zu. Während seine frühen Gemälde vom Kubismus beeinflusst waren, entwickelte er in seiner Bildhauerei einen eigenen Stil, der sich durch fließende, geschwungene Formen auszeichnete. Seine bevorzugten Materialien waren Bronze und Silber, und in seinen Werken betonte er die reine Form des menschlichen Körpers, indem er Bewegung und feste Form in einer einfachen, fließenden Natur kombinierte.
Werke von Hugo Robus befinden sich in den ständigen Sammlungen des Whitney Museum of American Art, des Museum of Modern Art, des Metropolitan Museum of Art und des Smithsonian American Art Museum.